# USA 193
USA 193, também conhecido como NRO launch 21 (NROL-21 ou simplesmente L-21), foi um satélite espião das forças armadas dos Estados Unidos lançado em 14 de dezembro de 2006, as 21:00:00 GTM . Este foi o primeiro lançamento realizado sob contrato com a Aliança Unida de Lançamentos (United Launch Alliance).
O satélite teve um mal-funcionamento e foi posteriormente perdido. Foi destruído no espaço, por um dos três mísseis RIM-161 Standart lançado do navio americano de guerra USS Lake Erie no Havaí em 20 de fevereiro de 2008.
O satélite tinha em torno de 3,3 toneladas. Ele foi lançado pelo foguete Delta II-7920. Sua inclinação era de 58,48°

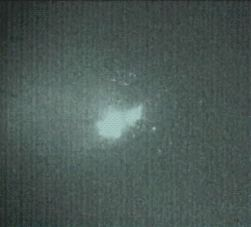
Imagem da destruição do satélite USA 193.